# Martin Walti
Martin Walti (ur. 9 stycznia 1982 w Schlieren) – szwajcarski narciarz, specjalista narciarstwa dowolnego. Dwukrotnie zajmował 17. miejsce w skokach akrobatycznych: na mistrzostwach świata w Whistler i mistrzostwach świata w Deer Valley. Zajął także 21. miejsce w tej samej konkurencji na igrzyskach olimpijskich w Salt Lake City. Najlepsze wyniki w Pucharze Świata osiągnął w sezonie 2002/2003, kiedy to zajął 10. miejsce w klasyfikacji generalnej.
W 2007 r. zakończył karierę.

## Sukcesy

### Igrzyska olimpijskie
| Miejsce | Dzień     | Rok  | Miejscowość    | Konkurencja        | Zwycięzca    |
| ------- | --------- | ---- | -------------- | ------------------ | ------------ |
| 21.     | 19 lutego | 2002 | Salt Lake City | Skoki akrobatyczne | Aleš Valenta |

### Mistrzostwa Świata
| Miejsce | Dzień       | Rok  | Miejscowość | Konkurencja        | Zwycięzca        |
| ------- | ----------- | ---- | ----------- | ------------------ | ---------------- |
| 17.     | 20 stycznia | 2001 | Whistler    | Skoki akrobatyczne | Alaksiej Hryszyn |
| 17.     | 1 lutego    | 2003 | Deer Valley | Skoki akrobatyczne | Dmitrij Archipow |

#### Miejsca w klasyfikacji generalnej
- 1999/2000 – 57.
- 2000/2001 – 50.
- 2001/2002 – 20.
- 2002/2003 – 10.
- 2003/2004 – 38.
- 2004/2005 – 37.
- 2005/2006 – 119.
- 2006/2007 – 41.

#### Miejsca na podium
1. Mount Buller – 7 września 2003 (Skoki akrobatyczne) – 3. miejsce
2. Mount Buller – 4 września 2004 (Skoki akrobatyczne) – 1. miejsce

- W sumie 1 zwycięstwo i 1 trzecie miejsce.